# Попов, Валерий Иванович (врач)
Валерий Иванович Попов (род. 25 февраля 1969 года) — российский учёный-гигиенист, член-корреспондент РАН (2022).

## Биография
Родился в 1969 году в городе Усмани. В 1986 году с золотой медалью окончил среднюю школу № 2. 
В 1993 году — окончил с отличием Воронежский государственный медицинский институт имени Н. Н. Бурденко, во время учёбы в ВУЗе проходил двухгодичную службу в Вооруженных силах России, в дальнейшем работает в том же ВУЗе, пройдя путь от аспиранта кафедры общей гигиены до заведующего кафедрой (с 2007 года по н. в.).
В 1995 году — досрочно подготовил кандидатскую диссертацию, тема: «Комбинированное и сочетанное воздействие гамма-излучения, микроволн, гипо- и гипероксии на состояние коры головного мозга (гигиенические и морфологические аспекты)».
В 1999 году — присвоено ученое звание доцента по кафедре гигиены.
В 2002 году — защитил докторскую диссертацию.
В 2003 году — избран на должность профессора кафедры (учёное звание профессора по кафедре общей гигиены присвоено в 2004 году).
В 2022 году — избран членом-корреспондентом РАН от Отделения медицинских наук.
В настоящее время — заведующий кафедрой общей гигиены, помощник ректора по программам развития ВУЗа.

## Научная деятельность
Специалист в области гигиены и профилактической медицины.
Область научных интересов: исследования в области изучения здоровья как медицинской проблемы на основе изучения трудовой деятельности, здоровья, физического развития, качества жизни и профессиональной адаптации студенческой молодежи. Разработка методов и программ охраны здоровья молодежи.
Соавтор свыше 450 печатных работ, в том числе 45 монографий, книг и справочных изданий, 12 учебных пособий по гигиене, обладатель 5-ти патентов на изобретение и 2 рационализаторских предложений.
Под его руководством защищено 5 кандидатских диссертаций.

### Научно-организационная деятельность
- заместитель главного редактора научного журнала «Российский Вестник Гигиены» (РИНЦ);
- член редакционных советов журналов: «Медико-биологические и социально-психологические проблемы безопасности в чрезвычайных ситуациях» (перечень ВАК, Scopus); «Медицина труда и промышленная экология» (перечень ВАК, Scopus), «Вопросы школьной и университетской медицины и здоровья» (РИНЦ), «Информационные технологии и области их применения» (JITA) (Scopus, Босния и Герцеговина), электронного научно-практического журнала «Прикладные информационные аспекты медицины» (РИНЦ).

## Награды
- Почётная грамота Российской академии наук (16 февраля 2024) — за многолетний плодотворный труд на благо медицинской науки в области гигиены и профилактической медицины, успешную научно-организационную деятельность, подготовку научных кадров высшей квалификации и в связи с юбилеем
- Знак отличия «За заслуги перед Воронежской областью» (28 июня 2022) — за многолетний добросовестный труд, большой личный вклад в развитие медицинской науки, подготовку квалифицированных медицинских специалистов для медицинских организаций и в связи с празднованием 100-летия со дня образования государственной санитарно-эпидемиологической службы в России
- Почётный знак «За добросовестный труд и профессионализм» (8 февраля 2019) — за многолетний плодотворный научно-педагогический труд, большой личный вклад в подготовку высококвалифицированных специалистов и в связи с 60-летием со дня рождения
- Заслуженный работник высшей школы Российской Федерации (2019)[1]
- Премия «Золотой фонд Воронежской области Новые лица» (2003) — в номинации наука
- Премия имени А. А. Свечина Академии военных наук (2002)
- Премия имени Ф. Г. Кроткова РАМН (2000) — за цикл работ по радиационной гигиене